# Batalla de Caer Caradoc
La batalla de Caer Caradoc representó una victoria decisiva de las tropas de ocupación romana sobre la resistencia celta en Gran Bretaña.

## Antecedentes
Tras su derrota en la fase inicial de la conquista romana de Britania, la resistencia celta se reorganizó bajo el mando de Caratacus y centrada en la tribu de los silures del este de Gales. El nuevo gobernador romano, Publio Ostorio Escápula inició una estrategia de contención mediante la construcción de líneas de fortalezas que forzó a Caratacus a dirigirse al norte, tierra de los ordovices, quienes se sumaron a la coalición. 
Las tropas de Escápula combatieron a los rebeldes por varios años hasta que alrededor del año 50  d. C. consiguieron forzarlos a una batalla campal cerca del río Severn, en una colina denominada Caer Caradoc o Caersws.

## La batalla
Caratacus ubicó a sus tropas en lo alto de la colina frente al Severn, hizo construir un talud como barrera sobre su banda del río y construyó un muro bajo de piedra en la colina delante del cual ubicó a sus hombres.
El lugar seleccionado dificultaba tanto el ataque como la eventual retirada romana y facilitaba a su vez la defensa y dispersión de sus hombres en caso de derrota.
El líder de la resistencia recorrió las filas alentándolos al combate y recordándoles que la batalla que se libraría ese día "sería el inicio de la recuperación de su libertad, o de una eterna servidumbre", lo que despertó el entusiasmo de sus tropas.
Escápula, enfrentado al río, las defensas y la masa enardecida de las tribus, dudó de efectuar un ataque frontal, pero la presión de sus propios hombres lo hizo finalmente decidirse por esa táctica.
Tras evaluar el terreno, las fuerzas romanas cruzaron el río bajo los proyectiles de los defensores, momento en que sufrieron sus mayores pérdidas hasta que pudieron formar en testudo, avanzaron sobre la colina, desmantelaron rápidamente el muro y penetraron las defensas. En el combate resultaba superior la organización y armamento romano por lo que los rebeldes tras retirarse combatiendo hacia la cima, finalmente se dispersaron en las colinas vecinas, donde fueron perseguidos por los auxilia (tropas ligeras y de caballería auxiliares).
La derrota celta fue total. Los romanos capturaron a la esposa e hija de Caratacus y pronto ante el acoso se rindieron sus hermanos. El derrotado líder de la revuelta huyó al norte y solicitó refugio a la reina de los Brigantes Cartimandua, pero esta lo entregó encadenado a los romanos.
La victoria fue largamente celebrada en Roma, concediéndosele a Escápula el uso de ornamentos triunfales.
El lugar de la batalla no se conoce en realidad con certeza. Es probable que sea la colina Caer Caradoc (Shropshire, 52°33′11″N 2°46′22″O / 52.55306, -2.77278), que comparte nombre y una ubicación acorde, habiéndose también hallado restos de fortificaciones. Tradiciones locales señalan como lugar el "British Camp" ubicado en Herefordshire Beacon, en las Malvern Hills, pero la distancia al Severn sería excesiva. Finalmente, algunos estudios señalan como sitio probable la colina de Caersws(52°31′17″N 3°25′21″O / 52.52139, -3.42250), por su posición y por haberse encontrado signos de movimientos de tierra para su fortificación.